# Kanchanhal, Chincholi
Kanchanhal là một làng thuộc tehsil Chincholi, huyện Gulbarga, bang Karnataka, Ấn Độ.